# Gornja Rženica
Gornja Rženica (cyr. Горња Рженица) – wieś w Czarnogórze, w gminie Plav. W 2011 roku liczyła 251 mieszkańców.